# Bar Kohba

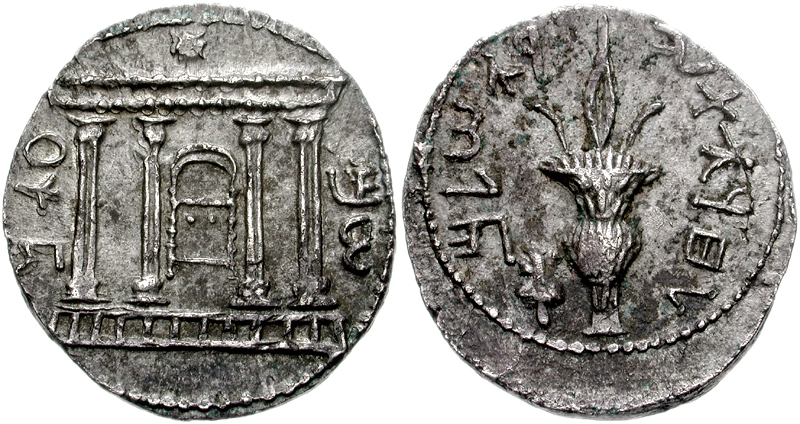
Bar Kohba ezüst tetradrachmája

Bar Kohba (a név jelentése arámiul: „egy csillag fia”), családnevén Simon ben Kosziba (1. század – 2. század) zsidó szabadságharcos, a Bar Kohba-felkelés vezetője. A Barkochba játék névadója.

## Élete

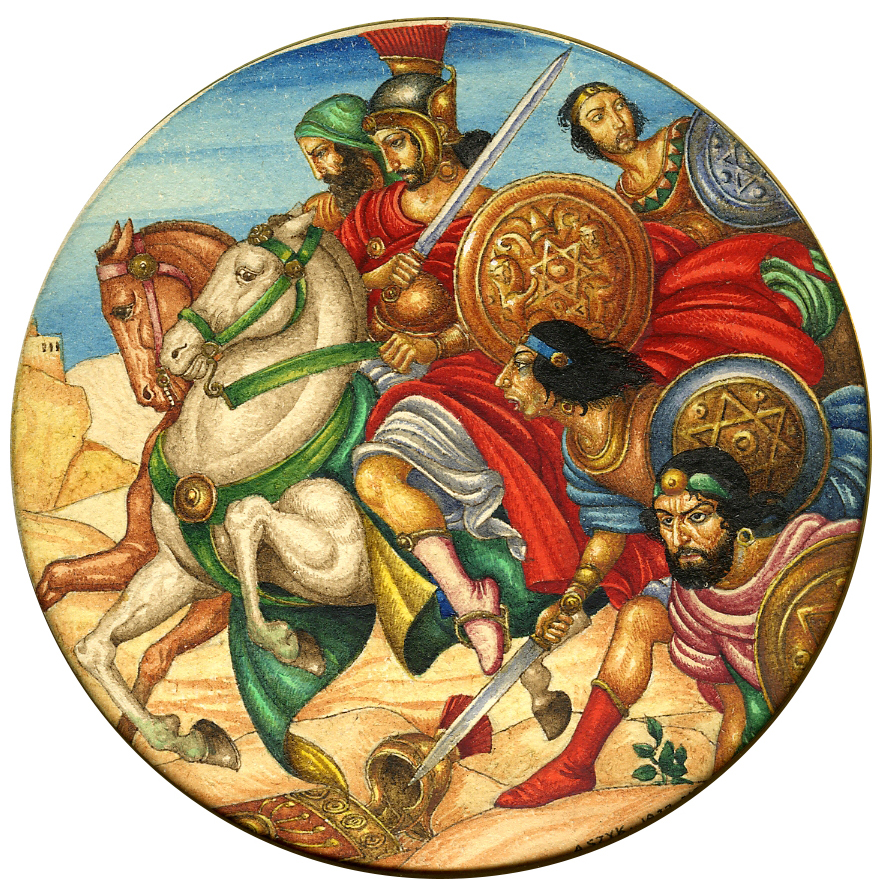
Bar Kochba - Arthur Szyk festménye

A Traianus és Hadrianus alatti vallási és nemzeti küzdelmek egyik vezéralakja volt. A mozgalom Ciprus szigetén kezdődött az ottani nagyszámú zsidóság körében. Itt római részről a katonai vezető Lucius Quietus, a mezopotámiai zsidóság leverője volt, aki hamarosan Lyddát is elfoglalta a felkelőktől, akiket tömegesen végeztetett ki. Ekkor még Pappus és Julianus voltak a zsidó katonai vezetők, de minthogy őket is kivégezték, újraszervezték az ellenállást, melyre az adott okot, hogy a szamaritánusok árulása félrevezette Hadrianust, aki már megengedte a Jeruzsálembe való visszatérést s megígérte a templom felépítésének engedélyezését, a kiváló prozelita zsidó Aquila kezdeményezésére. Azonban Hadrianus megszorító terveibe nem nyugodtak belé a zelóták, és Eimón völgyében szervezkedtek, amikor Rabbi Josua ben Uhananjának sikerült ideiglenesen lecsillapítani őket, de titokban a fegyvergyűjtés és a szervezés tovább folyt. Cassius Dio római történetíró szerint nagy szerepet játszottak a zsidók építette kavernák és rejtekhelyek. Akiba ben Jószéf küldetése Babilóniába szintén a harci szervezkedés céljából történt.
Ennek az egész katonai szervezkedésnek volt a lelke Bar Kohba, Akiba ben Jószéf bizalmasa. Népszerűsége nem lehetett egyforma a zsidóknál, mert sokan elítélték és hiábavalónak tartották a nemes célzatú szervezkedést, míg mások annak eredménytelensége miatt később törtek felette pálcát. Akiba a „Csillag fiának” nevezte, s ezt átvette görög átírással Kaiszareiai Euszebiosz egyházatya, úgyszintén Geórgiosz Szünkellosz is.
Bar Kohba vasfegyelemmel rendezte seregét, mely kb. 200 000 önként jelentkezőből, Izrael egész fiatalságából állt. Első sikerei után Akiba Messiásnak nevezte őt. A középkori zsidó krónikák szerint „fia és unokája is folytatták a küzdelmet, s ezeknek is a melléknevük a Kohba volt”. A római hadvezér Tinnius Rufus volt.
Amíg Hadrianus Szíriában és Egyiptomban tartózkodott, a zsidóság megőrizte nyugalmát, de amikor kitudódott, hogy a jeruzsálemi templom helyébe egy, a capitoliumi Iuppiternek szentelt templomot kíván felépíteni, elhatározták a háborút. Így mondja ezt már Cassius Dio, míg Euszebiosz szerint a felépítés a háború következménye lett volna; kétségtelen azonban, hogy az építkezést már megkezdték, mikor a forradalom kirobbant. Euszebiosz és Justinus egyházatyák szerint Bar Kohba kényszerítette a keresztényeket a zsidó hagyomány részét képező körülmetélésre.
Az első sikerek igen nagyok voltak, ötven erődöt és kb. 1000 helységet és hadállást tudtak visszafoglalni, s jóllehet a zsidó seregek nem haladtak túl Palesztina határán, Róma P. Marcellust Szíriából Palesztinába vezényeltette, ahol a felkelők legfontosabb erődítése Bethar volt, Jeruzsálem szomszédságában. Ekkor Hadrianus kora legkiválóbb katonáját, Julius Severust Britanniából Palesztinába vezényelte, s mellé adta még csapatostól Lollius Urbinust, Germania kormányzóját, ami világosan mutatja Bar Kohba küzdelmének óriási horderejét.
Csupán 52 csata után tudták a római seregek Bethart elfoglalni. Ez alkalommal elesett Bar Kohba is. Cassius Dio szerint 580 000 zsidó veszett el, nem számítva az éhen és betegen elpusztultakat, de a rómaiak vesztesége is igen jelentős volt. Hadrianusnak oly nagy érdemül tudták be a zsidók legyőzését, hogy másodszor is császárrá választotta a szenátus, Julius Severus pedig az „ornamenta triumphalia”-t kapta meg.
A küzdelem, mely 2. zsidó háború néven ismeretes, három és fél évig tartott. Hadrianus a zsidókat ki akarta irtani, és rengeteget adatott el rabszolgának, sokat Egyiptomba telepített vagy a korinthoszi csatorna ásására rendelt, valamint sokakat Hispania belsejébe deportáltatott. Rabbi Akiba is ekkor halt mártírhalált tíz társával együtt. A császári ediktum megtiltotta a zsidóknak, hogy Jeruzsálem falait átlépjék, hasonlóan a körülmetélkedést, a szombat ünneplését s imaszerek használatát is eltiltották. Ezért nevezik e kort „az üldözések korának”.